# پارک ملی تونگاریرو
پارک ملی تونگاریرو (به لاتین: Tongariro National Park) یک پارک ملی در نیوزیلند است که در Manawatū-Whanganui Region واقع شده است.